# Ahmed Dine
Ahmed Dine est un boxeur algérien né le 22 janvier 1965 à Bouharoun.

## Carrière
Il est médaillé d'or en poids moyens aux Jeux méditerranéens de 1991, médaillé d'argent dans la même catégorie aux Jeux africains de 1987, aux Jeux méditerranéens de 1987 et aux Jeux africains de 1991 et médaillé de bronze en poids moyens aux Jeux méditerranéens de 1993.
Il participe à deux éditions des Jeux olympiques (1988 et 1992) et boxe dans les rangs professionnels entre 1994 et 2003 en remportant 12 combats contre 8 défaites et 2 matchs nuls.